# 小川村 (愛知県碧海郡)
小川村（おかわむら）は、かつて愛知県碧海郡にあった村である。
現在の安城市南部（小川町など）に該当する。

## 歴史
- 1878年（明治11年） - 上小川村、東小川村、下小川村が合併し、小川村となる。
- 1889年（明治22年）10月1日 - 町村制により、小川村が発足。
- 1906年（明治39年）5月1日 - 桜井村、藤野村、三ツ川村と合併し、桜井村が発足。同日小川村は廃止。